# Oeganda op de Olympische Zomerspelen 2000
Oeganda nam deel aan Olympische Zomerspelen 2000 in Sydney, Australië. Het was de elfde deelname van het land aan de Olympische Zomerspelen.
De dertien deelnemers, negen mannen en vier vrouwen, kwamen in actie op dertien onderdelen in vijf olympische sporten; atletiek, boksen, tafeltennis, zwemmen en voor het eerst in boogschieten. De tafeltennisster Mary Musoke was de eerste vrouw die voor de derde keer deelnam. De atleten Julius Achon, Davis Kamoga en atlete Grace Birungi namen deze editie voor de tweede keer deel.

## Deelnemers & resultaten
(m) = mannen, (v) = vrouwen 

### Atletiek
| Olympiër      | Onderdeel    | Resultaat | Prestatie                                              |
| ------------- | ------------ | --------- | ------------------------------------------------------ |
| Davis Kamoga  | 400m (m)     | 25e       | serie 9: 3de in 45,92 kwartfinale 2: 5de in 45,74      |
| Paskar Owar   | 800m (m)     | 51e       | serie 8: 6de in 1.49,99                                |
| Julius Achon  | 1500m (m)    | 15e       | serie 1: 7de in 3.39,40 halve finale 1: 6de in 3.40,32 |
| Alex Malinga  | marathon (m) | 57e       | 2:24.53                                                |
|               |              |           |                                                        |
| Grace Birungi | 800m (v)     | 25e       | serie 1: 5de in 2.03,32                                |

### Boksen
| Olympiër         | Onderdeel | Resultaat | Prestatie                                                   |
| ---------------- | --------- | --------- | ----------------------------------------------------------- |
| Sunday Kizito    | -48kg (m) | 17e       | 1ste ronde: V van LTU Stapovičius: 3-9                      |
| Jackson Asiku    | -51kg (m) | 17e       | 1ste ronde: V van PHI Lerio: scheidsrechterlijke beslissing |
| Abdul Tebazalwa  | -54kg (m) | 17e       | 1ste ronde: V van MEX Morales: 8-13                         |
| Kassim Napa Adam | -57kg (m) | 17e       | 1ste ronde: V van UZB Turgunov: 3-12                        |

### Booogschieten
| Olympiër           | Onderdeel       | Resultaat | Prestatie                                                               |
| ------------------ | --------------- | --------- | ----------------------------------------------------------------------- |
| Margaret Tumusiime | individueel (v) | 64e       | plaatsingronde: 64ste met 474 punten 1ste ronde: V van KOR Kim: 124-164 |

### Tafeltennis
| Olympiër (deelname) | Onderdeel     | Resultaat | Prestatie                                             |
| ------------------- | ------------- | --------- | ----------------------------------------------------- |
| Mary Musoke         | enkelspel (v) | 49e       | groep N: 3de V van RUS Palina: 0-3 V van HKG Sim: 0-3 |

### Zwemmen
| Olympiër      | Onderdeel           | Resultaat | Prestatie               |
| ------------- | ------------------- | --------- | ----------------------- |
| Joe Atuhaire  | 100m vrije slag (m) | 65e       | serie 1: 3de in 1.22,35 |
|               |                     |           |                         |
| Supra Singhal | 100m vrije slag (v) | 52e       | serie 1: 6de in 1.08,15 |

Albanië · Algerije · Amerikaanse Maagdeneilanden · Amerikaans-Samoa · Andorra · Angola · Antigua en Barbuda · Argentinië · Armenië · Aruba · Australië · Azerbeidzjan · Bahama's · Bahrein · Bangladesh · Barbados · België · Belize · Benin · Bermuda · Bhutan · Bolivia · Bosnië en Herzegovina · Botswana · Brazilië · Britse Maagdeneilanden · Brunei · Bulgarije · Burkina Faso · Burundi · Cambodja · Canada · Centraal-Afrikaanse Republiek · Chili · China · Chinees Taipei · Colombia · Comoren · Congo-Brazzaville · Congo-Kinshasa · Cookeilanden · Costa Rica · Cuba · Cyprus · Denemarken · Djibouti · Dominica · Dominicaanse Republiek · Duitsland · Ecuador · Egypte · El Salvador · Equatoriaal-Guinea · Eritrea · Estland · Ethiopië · Fiji · Filipijnen · Finland · Frankrijk · Gabon · Gambia · Georgië · Ghana · Grenada · Griekenland · Groot-Brittannië · Guam · Guatemala · Guinee · Guinee‑Bissau · Guyana · Haïti · Honduras · Hongarije · Hongkong · Ierland · IJsland · India · Indonesië · Irak · Iran · Israël · Italië · Ivoorkust · Jamaica · Japan · Jemen · Joegoslavië · Jordanië · Kaaimaneilanden · Kaapverdië · Kameroen · Kazachstan · Kenia · Kirgizië · Koeweit · Kroatië · Laos · Lesotho · Letland · Libanon · Liberia · Libië · Liechtenstein · Litouwen · Luxemburg · Macedonië · Madagaskar · Malawi · Malediven · Maleisië · Mali · Malta · Marokko · Mauritanië · Mauritius · Mexico · Micronesië · Moldavië · Monaco · Mongolië · Mozambique · Myanmar · Namibië · Nauru · Nederland · Nederlandse Antillen · Nepal · Nicaragua · Nieuw-Zeeland · Niger · Nigeria · Noord-Korea · Noorwegen · Oeganda · Oekraïne · Oezbekistan · Oman · Oostenrijk · Pakistan · Palau · Palestina · Panama · Papoea-Nieuw-Guinea · Paraguay · Peru · Polen · Portugal · Puerto Rico · Qatar · Roemenië · Rusland · Rwanda · Saint Kitts en Nevis · Saint Lucia · Saint Vincent en Grenadines · Salomonseilanden · Samoa · San Marino ·  Sao Tomé en Principe · Saoedi-Arabië · Senegal · Seychellen · Sierra Leone · Singapore · Slovenië · Slowakije · Soedan · Somalië · Spanje · Sri Lanka · Suriname · Swaziland · Syrië · Tadzjikistan · Tanzania · Thailand · Togo · Tonga · Trinidad en Tobago · Tsjaad · Tsjechië · Tunesië · Turkije · Turkmenistan · Uruguay · Vanuatu · Venezuela · Verenigde Arabische Emiraten · Verenigde Staten · Vietnam · Wit-Rusland · Zambia · Zimbabwe · Zuid-Afrika · Zuid-Korea · Zweden · Zwitserland · Individuele olympische atleten